# (5591) Koyo
(5591) Koyo ist ein Asteroid des Hauptgürtels, der am 10. November 1990 vom japanischen Astronomen Takeshi Urata entdeckt wurde.
Der Asteroid wurde nach Kōyō Kawanishi, einem japanischen Astronomen, benannt.